# Vinylacetat

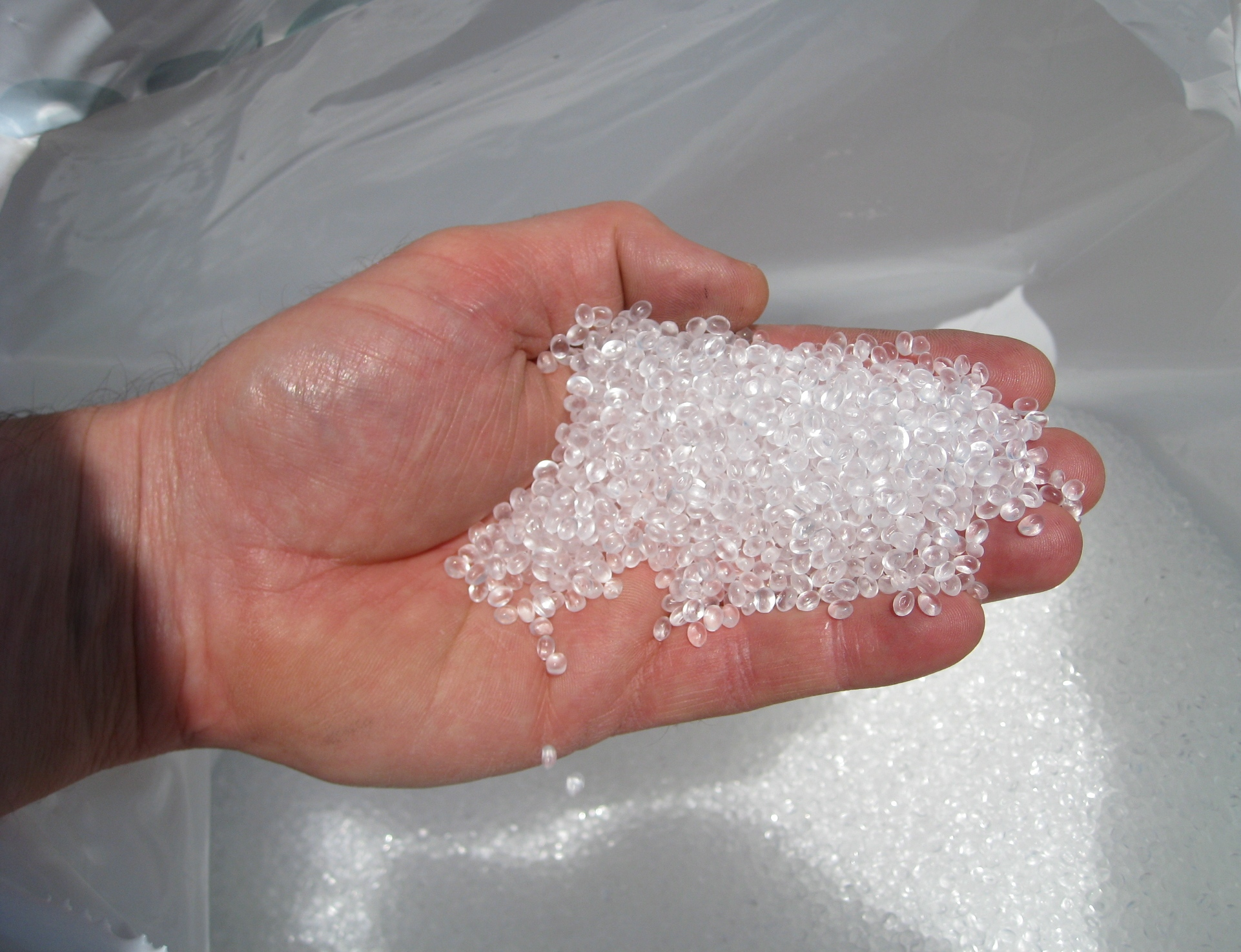
Granulat av etylen-vinylacetat polymer.

Vinylacetat är en ester av allylalkohol och ättiksyra med formeln CH3CO2C2H3.

## Framställning
Vinylacetat framställs vanligen genom att reagera etylen (C2H4), ättiksyra (CH3COOH) och syrgas med palladium som katalysator.
{\displaystyle {\rm {2\ C_{2}H_{4}+2\ CH_{3}COOH+O_{2}\rightarrow 2\ CH_{3}CO_{2}C_{2}H_{3}+2\ H_{2}O}}}
Det går också att blanda ättiksyra i gasform med acetylen.
{\displaystyle {\rm {C_{2}H_{2}+CH_{3}COOH\rightarrow CH_{3}CO_{2}C_{2}H_{3}}}}

## Användning
Vinylacetat används huvudsakligen för att tillverka dess polyvinylacetat eller sampolymeren etylen-vinylacetat (EVA).